# Vidrala
Vidrala (afledt af Vidrerías de Álava) er en spansk producent af glasflasker og glasbeholdere med hovedkvarter i Llodio i Baskerlandet.